# لیگ برتر فوتبال انگلستان ۲۴–۲۰۲۳
لیگ برتر فوتبال انگلستان ۲۴–۲۰۲۳ سی و دومین فصل لیگ برتر فوتبال انگلستان و به‌طور کلی صد و بیست و پنجمین فصل فوتبال برتر انگلیس است.
مسابقات لیگ در روز پنجشنبه ۱۵ ژوئن ۲۰۲۳ شروع شد. بسیاری از بازیکنان خارجی این لیگ، جزء استعدادهای برتر جهانی و پیشگامان مهاجرت به انگلیس بوده‌اند که در سال‌های اخیر کشف استعداد شده‌اند.
این فصل سومین فصلی است که دارای تعطیلات زمستانی است و هر تیمی بین ۲ ژانویه تا ۳۰ ژانویه دو هفته استراحت دارد. پنجره نقل و انتقالات تابستانی بین ۱۴ ژوئن تا ۱ سپتامبر به طول انجامید.

## مرور فصل
تنها برای سومین بار در تاریخ لیگ برتر (پس از میدلزبرو در فصل ۹۷–۱۹۹۶ و پورثموث در فصل ۱۰–۲۰۰۹، از یک تیم لیگ برتری امتیاز کسر شد. در ۱۷ نوامبر ۲۰۲۳، اورتون به دلیل نقض قوانین فیرپلی مالی لیگ برتر، ۱۰ امتیاز از مجموع امتیازات آن‌ها کسر شد. این کسر امتیاز بزرگ‌ترین کسر امتیاز در تاریخ لیگ برتر است و قابل تجدید نظر است.
در ۳۰ سپتامبر ۲۰۲۳، در بازی بین تاتنهام و لیورپول، کمک داور ویدیویی لیگ برتر (VAR)، در تصمیم‌گیری دخالت نکرد. که گل مشروع لوئیس دیاز را رد کرد. لیورپول بازی را ۲–۱ باخت و مقامات برگزاری مسابقات PGMOL حکم آفساید را به عنوان یک «خطای انسانی قابل توجه» پذیرفت. مشخص شد که انگلستان و دستیار VAR، دن کوک، یک روز قبل از امارات متحده عربی یک پرواز هشت ساعته داشتند. گروهی از مقامات PGMOL در امارات متحده عربی بودند تا مسئولیت بازی بین  شارجه و العین را بر عهده بگیرند. با وجود اینکه امارات مالک باشگاه لیگ برتر، منچسترسیتی است، تصمیم PGMOL مبنی بر اجازه دادن به مقامات برجسته مسابقات برای انجام وظایف سودآور در لیگ حرفه‌ای امارات پرسش‌هایی را در پی داشت.
در ۵ دسامبر ۲۰۲۳، شفیلد یونایتد اولین باشگاهی شد که سرمربی خود را اخراج کرد، و پل هکینگ‌باتوم را پس از شکست ۵–۰ مقابل تیم تازه صعود کردهٔ برنلی اخراج کرد. و کریس وایلدر جایگزین وی شد، کریس وایلدر قبلاً در فصل۲۰۲۰–۲۱ عضو کادر فنی شفیلد یونایتد بود و در آن زمان شفیلد یونایتد در قعر جدول قرار داشت و از ۱۴ بازی تنها ۵ امتیاز کسب کرده بود.
در ۱۶ دسامبر ۲۰۲۳، بازی بین بورنموث و لوتون تاین پس از ۶۵ دقیقه لغو شد، زیرا کاپیتان لوتون تام لاکیر دچار ایست قلبی شد. و بازی به حالت تعلیق درآمد در حالی که پرسنل پزشکی مشغول مداوای لاکیر بودند. پزشکان سرانجام وی را با برانکارد بیرون آوردند و به بیمارستان منتقل کردند و بعداً اعلام شد که سلامت او در وضعیت پایداری قرار دارد. سپس داور بازی را پس از ۶۵ دقیقه با نتیجه ۱–۱ به پایان رساند.
در ۱۹ دسامبر ۲۰۲۳، ناتینگهام فارست دومین باشگاهی شد که سرمربی خود را اخراج کرد و استیو کوپر را پس از ۶ بازی بدون برد برکنار شد. وی در آخرین بازی به عنوان سرمربی، شکست خانگی ۲–۰ مقابل تاتنهام بود. نونو اسپریتو سانتو سرمربی ولورهمپتون و مربی سابق تاتنهام جایگزین وی شد، که اولین بازی او باخت خانگی ۲–۳ مقابل بورنموث بود که باعث تمدید روند شکست خوردن ناتینگهام شد. و روند بدون برد باشگاه به ۷ بازی رسید. در دومین بازی خود، نونو به روند بدون برد ناتینگهام فارست با پیروزی ۳–۱ خارج از خانه در نیوکاسل یونایتد پایان داد.
در ۲۶ ژانویه ۲۰۲۴، سرمربی باشگاه فوتبال لیورپول یورگن کلوپ اعلام کرد که قصد دارد در پایان فصل پس از هشت سال هدایت این باشگاه از سمت خود کناره‌گیری کند.

## تغییرات قانون
درست مانند جام جهانی فوتبال ۲۰۲۲، قانون جدید وقت اضافه در لیگ اعمال خواهد شد. در تلاش برای بهبود برای جلوگیری از اتلاف وقت و بهبود دقت وقت اضافه شده، زمان توقف در مسابقات طولانی‌تر خواهد بود. قانون جدید شامل توقف‌های ناشی از مصدومیت، جشن گل، کارت‌های زرد و قرمز و بررسی VAR می‌شود. علاوه بر این، جرایم کارت زرد/قرمز برای مخالفت و اتلاف وقت وجود خواهد داشت که این قانون موجب افزایش چشمگیر کارت‌های زرد و قرمز در این فصل شد.

## جدول لیگ
| رتبه           | تیم             | امتیاز | بازی | پ. | ت. | ش. | گ.ز. | گ.خ. | ت.گ. | توضیحات |
| -------------- | --------------- | ------ | ---- | -- | -- | -- | ---- | ---- | ---- | --- |
| ۱              | آرسنال          | ۸۰     | ۳۵   | ۲۵ | ۵  | ۵  | ۸۵   | ۲۸   | ۵۷+  | قوانین جدول رده‌بندی: ۱: امتیازات ۲: تفاضل گل ۳: گل‌های زده ۴: اگر قهرمان، تیم‌های سقوط کرده یا تیم‌های واجد شرایط برای حضور در مسابقات اروپایی را نمی‌توان با قوانین ۱ تا ۳ تعیین کرد، قوانین ۱٫۴ تا ۳٫۴ اعمال می‌شود: • ۱٫۴: امتیازات به دست آمده در رقابت رو در رو این تیم‌ها • ۲٫۴: گل‌های خارج از خانه در رقابت رو در روی این تیم‌ها • ۳٫۴: بازی‌های پلی‌آف صعود و سقوط کسب سهمیه حضور در مرحله گروهی لیگ قهرمانان اروپا ۲۵-۲۰۲۴ کسب سهمیه حضور در مرحله گروهی لیگ اروپا 25-2024 کسب سهمیه حضور در مرحله پلی‌آف لیگ کنفرانس اروپا 24-2023 سقوط به چمپیونشیپ ۲۴-۲۰۲۳ |
| ۲              | منچستر سیتی     | ۷۹     | ۳۴   | ۲۴ | ۷  | ۳  | ۸۲   | ۳۲   | ۵۰+  | قوانین جدول رده‌بندی: ۱: امتیازات ۲: تفاضل گل ۳: گل‌های زده ۴: اگر قهرمان، تیم‌های سقوط کرده یا تیم‌های واجد شرایط برای حضور در مسابقات اروپایی را نمی‌توان با قوانین ۱ تا ۳ تعیین کرد، قوانین ۱٫۴ تا ۳٫۴ اعمال می‌شود: • ۱٫۴: امتیازات به دست آمده در رقابت رو در رو این تیم‌ها • ۲٫۴: گل‌های خارج از خانه در رقابت رو در روی این تیم‌ها • ۳٫۴: بازی‌های پلی‌آف صعود و سقوط کسب سهمیه حضور در مرحله گروهی لیگ قهرمانان اروپا ۲۵-۲۰۲۴ کسب سهمیه حضور در مرحله گروهی لیگ اروپا 25-2024 کسب سهمیه حضور در مرحله پلی‌آف لیگ کنفرانس اروپا 24-2023 سقوط به چمپیونشیپ ۲۴-۲۰۲۳ |
| ۳              | لیورپول         | ۷۵     | ۳۵   | ۲۲ | ۹  | ۴  | ۷۷   | ۳۶   | ۴۱+  | قوانین جدول رده‌بندی: ۱: امتیازات ۲: تفاضل گل ۳: گل‌های زده ۴: اگر قهرمان، تیم‌های سقوط کرده یا تیم‌های واجد شرایط برای حضور در مسابقات اروپایی را نمی‌توان با قوانین ۱ تا ۳ تعیین کرد، قوانین ۱٫۴ تا ۳٫۴ اعمال می‌شود: • ۱٫۴: امتیازات به دست آمده در رقابت رو در رو این تیم‌ها • ۲٫۴: گل‌های خارج از خانه در رقابت رو در روی این تیم‌ها • ۳٫۴: بازی‌های پلی‌آف صعود و سقوط کسب سهمیه حضور در مرحله گروهی لیگ قهرمانان اروپا ۲۵-۲۰۲۴ کسب سهمیه حضور در مرحله گروهی لیگ اروپا 25-2024 کسب سهمیه حضور در مرحله پلی‌آف لیگ کنفرانس اروپا 24-2023 سقوط به چمپیونشیپ ۲۴-۲۰۲۳ |
| ۴              | استون ویلا      | ۶۷     | ۳۵   | ۲۰ | ۷  | ۸  | ۷۳   | ۵۲   | ۲۱+  | قوانین جدول رده‌بندی: ۱: امتیازات ۲: تفاضل گل ۳: گل‌های زده ۴: اگر قهرمان، تیم‌های سقوط کرده یا تیم‌های واجد شرایط برای حضور در مسابقات اروپایی را نمی‌توان با قوانین ۱ تا ۳ تعیین کرد، قوانین ۱٫۴ تا ۳٫۴ اعمال می‌شود: • ۱٫۴: امتیازات به دست آمده در رقابت رو در رو این تیم‌ها • ۲٫۴: گل‌های خارج از خانه در رقابت رو در روی این تیم‌ها • ۳٫۴: بازی‌های پلی‌آف صعود و سقوط کسب سهمیه حضور در مرحله گروهی لیگ قهرمانان اروپا ۲۵-۲۰۲۴ کسب سهمیه حضور در مرحله گروهی لیگ اروپا 25-2024 کسب سهمیه حضور در مرحله پلی‌آف لیگ کنفرانس اروپا 24-2023 سقوط به چمپیونشیپ ۲۴-۲۰۲۳ |
| ۵              | تاتنهام         | ۶۰     | ۳۳   | ۱۸ | ۶  | ۹  | ۶۷   | ۵۲   | ۱۵+  | قوانین جدول رده‌بندی: ۱: امتیازات ۲: تفاضل گل ۳: گل‌های زده ۴: اگر قهرمان، تیم‌های سقوط کرده یا تیم‌های واجد شرایط برای حضور در مسابقات اروپایی را نمی‌توان با قوانین ۱ تا ۳ تعیین کرد، قوانین ۱٫۴ تا ۳٫۴ اعمال می‌شود: • ۱٫۴: امتیازات به دست آمده در رقابت رو در رو این تیم‌ها • ۲٫۴: گل‌های خارج از خانه در رقابت رو در روی این تیم‌ها • ۳٫۴: بازی‌های پلی‌آف صعود و سقوط کسب سهمیه حضور در مرحله گروهی لیگ قهرمانان اروپا ۲۵-۲۰۲۴ کسب سهمیه حضور در مرحله گروهی لیگ اروپا 25-2024 کسب سهمیه حضور در مرحله پلی‌آف لیگ کنفرانس اروپا 24-2023 سقوط به چمپیونشیپ ۲۴-۲۰۲۳ |
| ۶              | منچستریونایتد   | ۵۴     | ۳۴   | ۱۶ | ۶  | ۱۲ | ۵۲   | ۵۱   | ۱+   | قوانین جدول رده‌بندی: ۱: امتیازات ۲: تفاضل گل ۳: گل‌های زده ۴: اگر قهرمان، تیم‌های سقوط کرده یا تیم‌های واجد شرایط برای حضور در مسابقات اروپایی را نمی‌توان با قوانین ۱ تا ۳ تعیین کرد، قوانین ۱٫۴ تا ۳٫۴ اعمال می‌شود: • ۱٫۴: امتیازات به دست آمده در رقابت رو در رو این تیم‌ها • ۲٫۴: گل‌های خارج از خانه در رقابت رو در روی این تیم‌ها • ۳٫۴: بازی‌های پلی‌آف صعود و سقوط کسب سهمیه حضور در مرحله گروهی لیگ قهرمانان اروپا ۲۵-۲۰۲۴ کسب سهمیه حضور در مرحله گروهی لیگ اروپا 25-2024 کسب سهمیه حضور در مرحله پلی‌آف لیگ کنفرانس اروپا 24-2023 سقوط به چمپیونشیپ ۲۴-۲۰۲۳ |
| ۷              | نیوکاسل         | ۵۳     | ۳۴   | ۱۶ | ۵  | ۱۳ | ۷۴   | ۵۵   | ۱۹+  | قوانین جدول رده‌بندی: ۱: امتیازات ۲: تفاضل گل ۳: گل‌های زده ۴: اگر قهرمان، تیم‌های سقوط کرده یا تیم‌های واجد شرایط برای حضور در مسابقات اروپایی را نمی‌توان با قوانین ۱ تا ۳ تعیین کرد، قوانین ۱٫۴ تا ۳٫۴ اعمال می‌شود: • ۱٫۴: امتیازات به دست آمده در رقابت رو در رو این تیم‌ها • ۲٫۴: گل‌های خارج از خانه در رقابت رو در روی این تیم‌ها • ۳٫۴: بازی‌های پلی‌آف صعود و سقوط کسب سهمیه حضور در مرحله گروهی لیگ قهرمانان اروپا ۲۵-۲۰۲۴ کسب سهمیه حضور در مرحله گروهی لیگ اروپا 25-2024 کسب سهمیه حضور در مرحله پلی‌آف لیگ کنفرانس اروپا 24-2023 سقوط به چمپیونشیپ ۲۴-۲۰۲۳ |
| ۸              | وستهم           | ۴۹     | ۳۵   | ۱۳ | ۹  | ۱۳ | ۵۶   | ۶۵   | ۹-   | قوانین جدول رده‌بندی: ۱: امتیازات ۲: تفاضل گل ۳: گل‌های زده ۴: اگر قهرمان، تیم‌های سقوط کرده یا تیم‌های واجد شرایط برای حضور در مسابقات اروپایی را نمی‌توان با قوانین ۱ تا ۳ تعیین کرد، قوانین ۱٫۴ تا ۳٫۴ اعمال می‌شود: • ۱٫۴: امتیازات به دست آمده در رقابت رو در رو این تیم‌ها • ۲٫۴: گل‌های خارج از خانه در رقابت رو در روی این تیم‌ها • ۳٫۴: بازی‌های پلی‌آف صعود و سقوط کسب سهمیه حضور در مرحله گروهی لیگ قهرمانان اروپا ۲۵-۲۰۲۴ کسب سهمیه حضور در مرحله گروهی لیگ اروپا 25-2024 کسب سهمیه حضور در مرحله پلی‌آف لیگ کنفرانس اروپا 24-2023 سقوط به چمپیونشیپ ۲۴-۲۰۲۳ |
| ۹              | چلسی            | ۴۸     | ۳۳   | ۱۳ | ۹  | ۱۱ | ۶۳   | ۵۹   | ۴+   | قوانین جدول رده‌بندی: ۱: امتیازات ۲: تفاضل گل ۳: گل‌های زده ۴: اگر قهرمان، تیم‌های سقوط کرده یا تیم‌های واجد شرایط برای حضور در مسابقات اروپایی را نمی‌توان با قوانین ۱ تا ۳ تعیین کرد، قوانین ۱٫۴ تا ۳٫۴ اعمال می‌شود: • ۱٫۴: امتیازات به دست آمده در رقابت رو در رو این تیم‌ها • ۲٫۴: گل‌های خارج از خانه در رقابت رو در روی این تیم‌ها • ۳٫۴: بازی‌های پلی‌آف صعود و سقوط کسب سهمیه حضور در مرحله گروهی لیگ قهرمانان اروپا ۲۵-۲۰۲۴ کسب سهمیه حضور در مرحله گروهی لیگ اروپا 25-2024 کسب سهمیه حضور در مرحله پلی‌آف لیگ کنفرانس اروپا 24-2023 سقوط به چمپیونشیپ ۲۴-۲۰۲۳ |
| ۱۰             | بورنموث         | ۴۸     | ۳۵   | ۱۳ | ۹  | ۱۳ | ۵۲   | ۶۰   | ۸-   | قوانین جدول رده‌بندی: ۱: امتیازات ۲: تفاضل گل ۳: گل‌های زده ۴: اگر قهرمان، تیم‌های سقوط کرده یا تیم‌های واجد شرایط برای حضور در مسابقات اروپایی را نمی‌توان با قوانین ۱ تا ۳ تعیین کرد، قوانین ۱٫۴ تا ۳٫۴ اعمال می‌شود: • ۱٫۴: امتیازات به دست آمده در رقابت رو در رو این تیم‌ها • ۲٫۴: گل‌های خارج از خانه در رقابت رو در روی این تیم‌ها • ۳٫۴: بازی‌های پلی‌آف صعود و سقوط کسب سهمیه حضور در مرحله گروهی لیگ قهرمانان اروپا ۲۵-۲۰۲۴ کسب سهمیه حضور در مرحله گروهی لیگ اروپا 25-2024 کسب سهمیه حضور در مرحله پلی‌آف لیگ کنفرانس اروپا 24-2023 سقوط به چمپیونشیپ ۲۴-۲۰۲۳ |
| ۱۱             | ولورهمپتون      | ۴۶     | ۳۵   | ۱۳ | ۷  | ۱۵ | ۴۸   | ۵۵   | ۷-   | قوانین جدول رده‌بندی: ۱: امتیازات ۲: تفاضل گل ۳: گل‌های زده ۴: اگر قهرمان، تیم‌های سقوط کرده یا تیم‌های واجد شرایط برای حضور در مسابقات اروپایی را نمی‌توان با قوانین ۱ تا ۳ تعیین کرد، قوانین ۱٫۴ تا ۳٫۴ اعمال می‌شود: • ۱٫۴: امتیازات به دست آمده در رقابت رو در رو این تیم‌ها • ۲٫۴: گل‌های خارج از خانه در رقابت رو در روی این تیم‌ها • ۳٫۴: بازی‌های پلی‌آف صعود و سقوط کسب سهمیه حضور در مرحله گروهی لیگ قهرمانان اروپا ۲۵-۲۰۲۴ کسب سهمیه حضور در مرحله گروهی لیگ اروپا 25-2024 کسب سهمیه حضور در مرحله پلی‌آف لیگ کنفرانس اروپا 24-2023 سقوط به چمپیونشیپ ۲۴-۲۰۲۳ |
| ۱۲             | برایتون         | ۴۴     | ۳۴   | ۱۱ | ۱۱ | ۱۲ | ۵۲   | ۵۷   | ۵-   | قوانین جدول رده‌بندی: ۱: امتیازات ۲: تفاضل گل ۳: گل‌های زده ۴: اگر قهرمان، تیم‌های سقوط کرده یا تیم‌های واجد شرایط برای حضور در مسابقات اروپایی را نمی‌توان با قوانین ۱ تا ۳ تعیین کرد، قوانین ۱٫۴ تا ۳٫۴ اعمال می‌شود: • ۱٫۴: امتیازات به دست آمده در رقابت رو در رو این تیم‌ها • ۲٫۴: گل‌های خارج از خانه در رقابت رو در روی این تیم‌ها • ۳٫۴: بازی‌های پلی‌آف صعود و سقوط کسب سهمیه حضور در مرحله گروهی لیگ قهرمانان اروپا ۲۵-۲۰۲۴ کسب سهمیه حضور در مرحله گروهی لیگ اروپا 25-2024 کسب سهمیه حضور در مرحله پلی‌آف لیگ کنفرانس اروپا 24-2023 سقوط به چمپیونشیپ ۲۴-۲۰۲۳ |
| ۱۳             | فولام           | ۴۳     | ۳۵   | ۱۲ | ۷  | ۱۶ | ۵۱   | ۵۵   | ۳-   | قوانین جدول رده‌بندی: ۱: امتیازات ۲: تفاضل گل ۳: گل‌های زده ۴: اگر قهرمان، تیم‌های سقوط کرده یا تیم‌های واجد شرایط برای حضور در مسابقات اروپایی را نمی‌توان با قوانین ۱ تا ۳ تعیین کرد، قوانین ۱٫۴ تا ۳٫۴ اعمال می‌شود: • ۱٫۴: امتیازات به دست آمده در رقابت رو در رو این تیم‌ها • ۲٫۴: گل‌های خارج از خانه در رقابت رو در روی این تیم‌ها • ۳٫۴: بازی‌های پلی‌آف صعود و سقوط کسب سهمیه حضور در مرحله گروهی لیگ قهرمانان اروپا ۲۵-۲۰۲۴ کسب سهمیه حضور در مرحله گروهی لیگ اروپا 25-2024 کسب سهمیه حضور در مرحله پلی‌آف لیگ کنفرانس اروپا 24-2023 سقوط به چمپیونشیپ ۲۴-۲۰۲۳ |
| ۱۴             | کریستال‌پالاس    | ۴۰     | ۳۵   | ۱۰ | ۱۰ | ۱۵ | ۴۵   | ۵۷   | ۱۲-  | قوانین جدول رده‌بندی: ۱: امتیازات ۲: تفاضل گل ۳: گل‌های زده ۴: اگر قهرمان، تیم‌های سقوط کرده یا تیم‌های واجد شرایط برای حضور در مسابقات اروپایی را نمی‌توان با قوانین ۱ تا ۳ تعیین کرد، قوانین ۱٫۴ تا ۳٫۴ اعمال می‌شود: • ۱٫۴: امتیازات به دست آمده در رقابت رو در رو این تیم‌ها • ۲٫۴: گل‌های خارج از خانه در رقابت رو در روی این تیم‌ها • ۳٫۴: بازی‌های پلی‌آف صعود و سقوط کسب سهمیه حضور در مرحله گروهی لیگ قهرمانان اروپا ۲۵-۲۰۲۴ کسب سهمیه حضور در مرحله گروهی لیگ اروپا 25-2024 کسب سهمیه حضور در مرحله پلی‌آف لیگ کنفرانس اروپا 24-2023 سقوط به چمپیونشیپ ۲۴-۲۰۲۳ |
| ۱۵             | اورتون          | ۳۶     | ۳۵   | ۱۲ | ۸  | ۱۵ | ۳۷   | ۴۸   | ۱۱-  | قوانین جدول رده‌بندی: ۱: امتیازات ۲: تفاضل گل ۳: گل‌های زده ۴: اگر قهرمان، تیم‌های سقوط کرده یا تیم‌های واجد شرایط برای حضور در مسابقات اروپایی را نمی‌توان با قوانین ۱ تا ۳ تعیین کرد، قوانین ۱٫۴ تا ۳٫۴ اعمال می‌شود: • ۱٫۴: امتیازات به دست آمده در رقابت رو در رو این تیم‌ها • ۲٫۴: گل‌های خارج از خانه در رقابت رو در روی این تیم‌ها • ۳٫۴: بازی‌های پلی‌آف صعود و سقوط کسب سهمیه حضور در مرحله گروهی لیگ قهرمانان اروپا ۲۵-۲۰۲۴ کسب سهمیه حضور در مرحله گروهی لیگ اروپا 25-2024 کسب سهمیه حضور در مرحله پلی‌آف لیگ کنفرانس اروپا 24-2023 سقوط به چمپیونشیپ ۲۴-۲۰۲۳ |
| ۱۶             | برنتفورد        | ۳۵     | ۳۵   | ۸  | ۸  | ۱۸ | ۵۲   | ۶۰   | ۸-   | قوانین جدول رده‌بندی: ۱: امتیازات ۲: تفاضل گل ۳: گل‌های زده ۴: اگر قهرمان، تیم‌های سقوط کرده یا تیم‌های واجد شرایط برای حضور در مسابقات اروپایی را نمی‌توان با قوانین ۱ تا ۳ تعیین کرد، قوانین ۱٫۴ تا ۳٫۴ اعمال می‌شود: • ۱٫۴: امتیازات به دست آمده در رقابت رو در رو این تیم‌ها • ۲٫۴: گل‌های خارج از خانه در رقابت رو در روی این تیم‌ها • ۳٫۴: بازی‌های پلی‌آف صعود و سقوط کسب سهمیه حضور در مرحله گروهی لیگ قهرمانان اروپا ۲۵-۲۰۲۴ کسب سهمیه حضور در مرحله گروهی لیگ اروپا 25-2024 کسب سهمیه حضور در مرحله پلی‌آف لیگ کنفرانس اروپا 24-2023 سقوط به چمپیونشیپ ۲۴-۲۰۲۳ |
| ۱۷             | ناتینگهام فارست | ۲۶     | ۳۵   | ۷  | ۹  | ۱۹ | ۴۲   | ۶۲   | ۲۰-  | قوانین جدول رده‌بندی: ۱: امتیازات ۲: تفاضل گل ۳: گل‌های زده ۴: اگر قهرمان، تیم‌های سقوط کرده یا تیم‌های واجد شرایط برای حضور در مسابقات اروپایی را نمی‌توان با قوانین ۱ تا ۳ تعیین کرد، قوانین ۱٫۴ تا ۳٫۴ اعمال می‌شود: • ۱٫۴: امتیازات به دست آمده در رقابت رو در رو این تیم‌ها • ۲٫۴: گل‌های خارج از خانه در رقابت رو در روی این تیم‌ها • ۳٫۴: بازی‌های پلی‌آف صعود و سقوط کسب سهمیه حضور در مرحله گروهی لیگ قهرمانان اروپا ۲۵-۲۰۲۴ کسب سهمیه حضور در مرحله گروهی لیگ اروپا 25-2024 کسب سهمیه حضور در مرحله پلی‌آف لیگ کنفرانس اروپا 24-2023 سقوط به چمپیونشیپ ۲۴-۲۰۲۳ |
| ۱۸             | لوتون تاون      | ۲۵     | ۳۵   | ۶  | ۷  | ۲۲ | ۴۸   | ۷۷   | ۲۹-  | قوانین جدول رده‌بندی: ۱: امتیازات ۲: تفاضل گل ۳: گل‌های زده ۴: اگر قهرمان، تیم‌های سقوط کرده یا تیم‌های واجد شرایط برای حضور در مسابقات اروپایی را نمی‌توان با قوانین ۱ تا ۳ تعیین کرد، قوانین ۱٫۴ تا ۳٫۴ اعمال می‌شود: • ۱٫۴: امتیازات به دست آمده در رقابت رو در رو این تیم‌ها • ۲٫۴: گل‌های خارج از خانه در رقابت رو در روی این تیم‌ها • ۳٫۴: بازی‌های پلی‌آف صعود و سقوط کسب سهمیه حضور در مرحله گروهی لیگ قهرمانان اروپا ۲۵-۲۰۲۴ کسب سهمیه حضور در مرحله گروهی لیگ اروپا 25-2024 کسب سهمیه حضور در مرحله پلی‌آف لیگ کنفرانس اروپا 24-2023 سقوط به چمپیونشیپ ۲۴-۲۰۲۳ |
| ۱۹             | برنلی           | ۲۴     | ۳۵   | ۵  | ۹  | ۲۱ | ۳۸   | ۷۰   | ۳۲-  | قوانین جدول رده‌بندی: ۱: امتیازات ۲: تفاضل گل ۳: گل‌های زده ۴: اگر قهرمان، تیم‌های سقوط کرده یا تیم‌های واجد شرایط برای حضور در مسابقات اروپایی را نمی‌توان با قوانین ۱ تا ۳ تعیین کرد، قوانین ۱٫۴ تا ۳٫۴ اعمال می‌شود: • ۱٫۴: امتیازات به دست آمده در رقابت رو در رو این تیم‌ها • ۲٫۴: گل‌های خارج از خانه در رقابت رو در روی این تیم‌ها • ۳٫۴: بازی‌های پلی‌آف صعود و سقوط کسب سهمیه حضور در مرحله گروهی لیگ قهرمانان اروپا ۲۵-۲۰۲۴ کسب سهمیه حضور در مرحله گروهی لیگ اروپا 25-2024 کسب سهمیه حضور در مرحله پلی‌آف لیگ کنفرانس اروپا 24-2023 سقوط به چمپیونشیپ ۲۴-۲۰۲۳ |
| ۲۰             | شفیلدیونایتد(س) | ۱۶     | ۳۵   | ۳  | ۷  | ۲۵ | ۳۴   | ۹۷   | ۶۳-  | قوانین جدول رده‌بندی: ۱: امتیازات ۲: تفاضل گل ۳: گل‌های زده ۴: اگر قهرمان، تیم‌های سقوط کرده یا تیم‌های واجد شرایط برای حضور در مسابقات اروپایی را نمی‌توان با قوانین ۱ تا ۳ تعیین کرد، قوانین ۱٫۴ تا ۳٫۴ اعمال می‌شود: • ۱٫۴: امتیازات به دست آمده در رقابت رو در رو این تیم‌ها • ۲٫۴: گل‌های خارج از خانه در رقابت رو در روی این تیم‌ها • ۳٫۴: بازی‌های پلی‌آف صعود و سقوط کسب سهمیه حضور در مرحله گروهی لیگ قهرمانان اروپا ۲۵-۲۰۲۴ کسب سهمیه حضور در مرحله گروهی لیگ اروپا 25-2024 کسب سهمیه حضور در مرحله پلی‌آف لیگ کنفرانس اروپا 24-2023 سقوط به چمپیونشیپ ۲۴-۲۰۲۳ |
| منبع: لیگ برتر |                 |        |      |    |    |    |      |      |      | |

## تیم‌ها
بیست تیم در این فصل لیگ با هم رقابت می‌کنند. هفده تیم از فصل قبل و سه تیم صعود کننده از چمپیونشیپ. از ۱ مه ۲۰۲۳، ده تیم از تیم‌های حاضر در این فصل مشخص شدند؛ زیرا آنها امتیازات کافی برای تضمین عدم سقوط آنها به دست آورده‌اند. و دو تیم صعود کننده تاکنون برنلی و شفیلد یونایتد که به ترتیب پس از یک و دو سال غیبت به لیگ برتر بازگشتند.

### ورزشگاه‌ها و مکان‌ها
| تیم                           | محل                  | ورزشگاه                | گنجایش |
| ----------------------------- | -------------------- | ---------------------- | ------ |
| آرسنال                        | لندن (هالووی)        | ورزشگاه امارات         | ۶۰٬۷۰۴ |
| استون ویلا                    | بیرمنگام             | ویلا پارک              | ۴۲٬۶۵۷ |
| برنتفورد                      | لندن (برنتفورد)      | گریفین پارک            | ۱۷٬۲۵۰ |
| برایتون اند هوو آلبیون        | فالمر                | فالمر                  | ۳۱٬۸۰۰ |
| برنلی                         | برنلی                | تارف مور               | ۲۱٬۹۴۴ |
| فولام                         | لندن (فولهام)        | کریون کاتج             | ۲۲٬۳۸۴ |
| لیورپول                       | لیورپول (آنفیلد)     | آنفیلد                 | ۵۳٬۳۹۴ |
| منچسترسیتی                    | منچستر (برادفورد)    | اتحاد                  | ۵۳٬۴۰۰ |
| منچستر یونایتد                | منچستر (اولدترافورد) | اولدترافورد            | ۷۵٬۵۴۶ |
| باشگاه فوتبال نیوکاسل یونایتد | نیوکاسل از تاین      | سنت جیمز پارک          | ۵۲٬۳۰۵ |
| شفیلد یونایتد                 | شفیلد                | برامال لین             | ۳۲٬۰۵۰ |
| تاتنهام هاتسپر                | لندن (تاتنهام)       | ورزشگاه تاتنهام هاتسپر | ۶۲٬۸۵۰ |